# Афеленхоїд суничний
Афеленхоїд суничний (Aphelenchoides fragariae) — досить поширена рослинопатогенна нематода.
Зареєстрована у Європі, Австралії, Японії. Може значно вплинути на врожайність і зовнішній вигляд рослин, що призведе до втрати мільйонів доларів доходу. Симптоми, які використовуються для діагностики захворювання, — це кутасті, просочені водою ураження та некротичні плями. Біологічний цикл нематоди включає чотири життєві стадії, три з яких є молодими. За наявності сприятливих умов нематода може пройти кілька життєвих циклів протягом одного вегетаційного періоду.

## Галерея

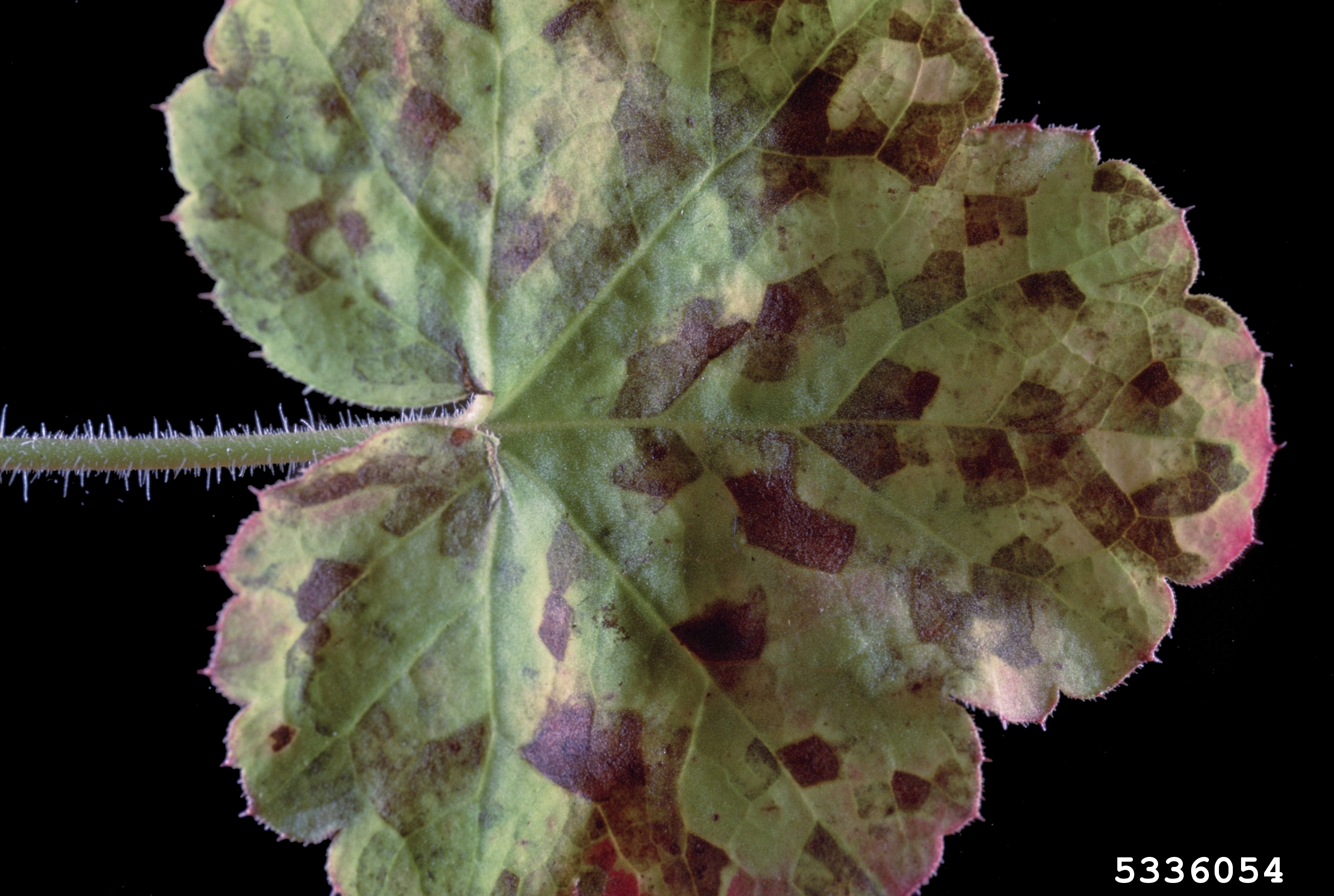
Уражений листок
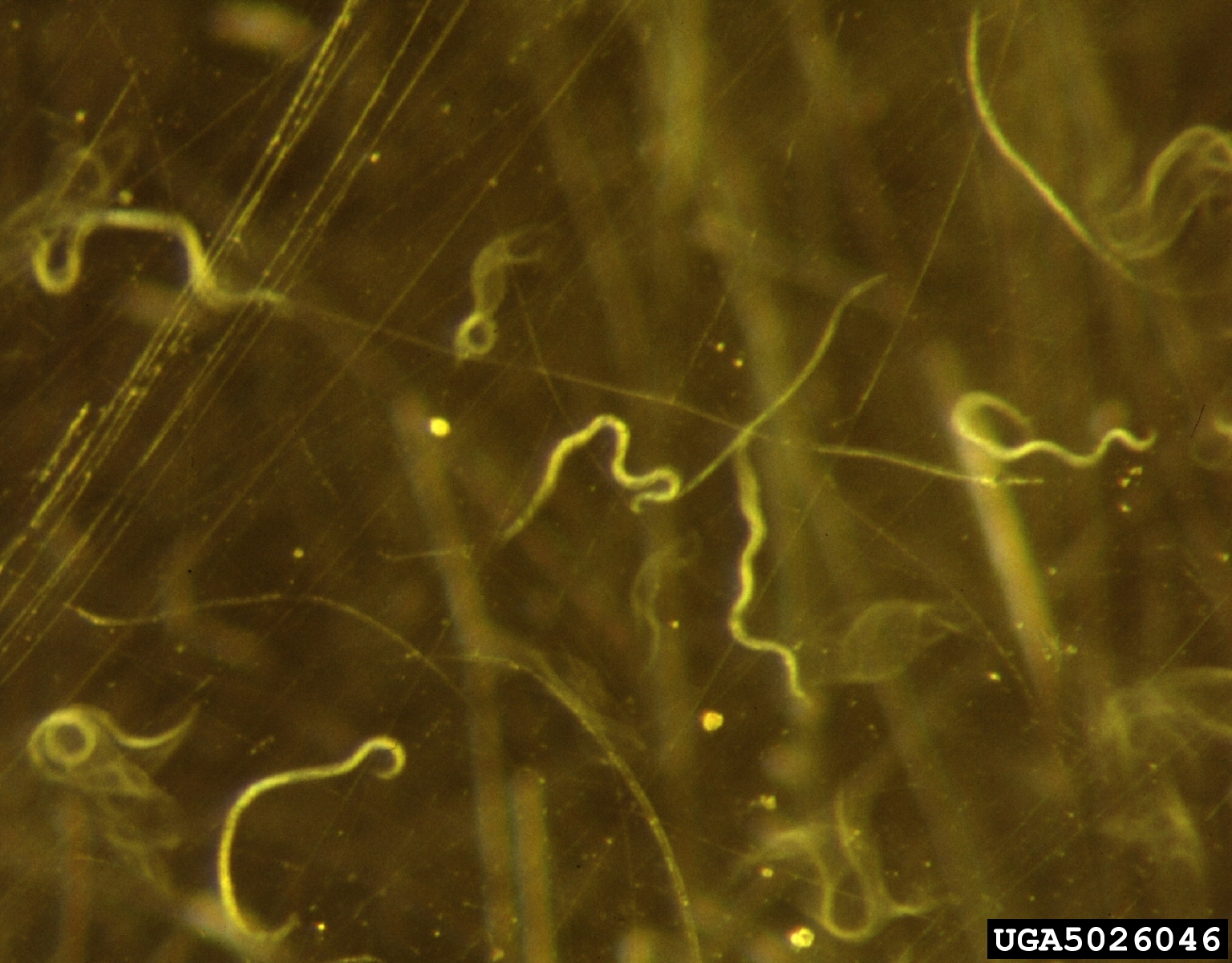
Листкові нематоди спорідненого виду, Aphelenchoides ritzemabosi